# Pam Halpert
Pam Halpert, geboren als Pamela "Pam" Morgan Beesly, is een personage van The Office US, gespeeld door Jenna Fischer. De rol van receptioniste wordt bij de Britse serie gespeeld door Dawn Tinsley.

## Overzicht
Pam is in de serie vooral te zien als de vriendelijke, maar regelmatig gefrustreerde receptioniste van het bedrijf Dunder Mifflin.
Later in de serie wordt ze gepromoveerd tot een medewerkster van de afdeling verkoop. Ze komt verlegen over en aarzelt vaak bij het luchten van haar hart, maar geniet van chatten met haar vrienden en (sinds het zesde seizoen echtgenoot) Jim Halpert. Ze helpt Jim regelmatig bij het in de maling nemen van Dwight. Haar baas Michael Scott vraagt haar regelmatig vreemde kantoorklusjes te doen, en drijft de spot met haar, vanwege haar functie als receptioniste. In het begin van de serie was ze verloofd met Roy Anderson, een collega van haar uit het magazijn. Ze waren samen sinds de middelbare school en zijn dan drie jaar verloofd. In het zesde seizoen trouwt Pam met Jim Halpert.